# Paul Meissner (Maler)
Paul Leopold Meissner (* 31. Mai 1907 in Wien; † 2. Juni 1983 in ebenda) war ein österreichischer Maler und ehemaliger Präsident der Wiener Secession. Zu seinen bekanntesten Werken gehört das Gemälde Das Wunderteam.

## Leben
Meissner kam in der Schönbrunner Straße als Sohn des aus Schwarzwasser gebürtigen Josef Meissner und seiner in Stattersdorf geborenen Frau Katharina Oberndorfer zur Welt.
Paul Meissner studierte ab 1925 an der Akademie der bildenden Künste in Wien. Dort absolvierte er die Allgemeine Schule und die Meisterschule unter Ferdinand Andri. 1934 setzte er seine Ausbildung in Rom fort. Zwischen 1954 und 1975 war er über fünf Perioden Präsident der Wiener Secession. 1977 wurde er zu deren Ehrenmitglied ernannt. Für sein Schaffen erhielt Prof. Paul Meissner mehrere Auszeichnungen und Preise, darunter den Österreichischen Staatspreis für Bildende Kunst 1950 (Förderungspreis für Malerei) und das Goldene Ehrenzeichen für Verdienste um das Land Wien.

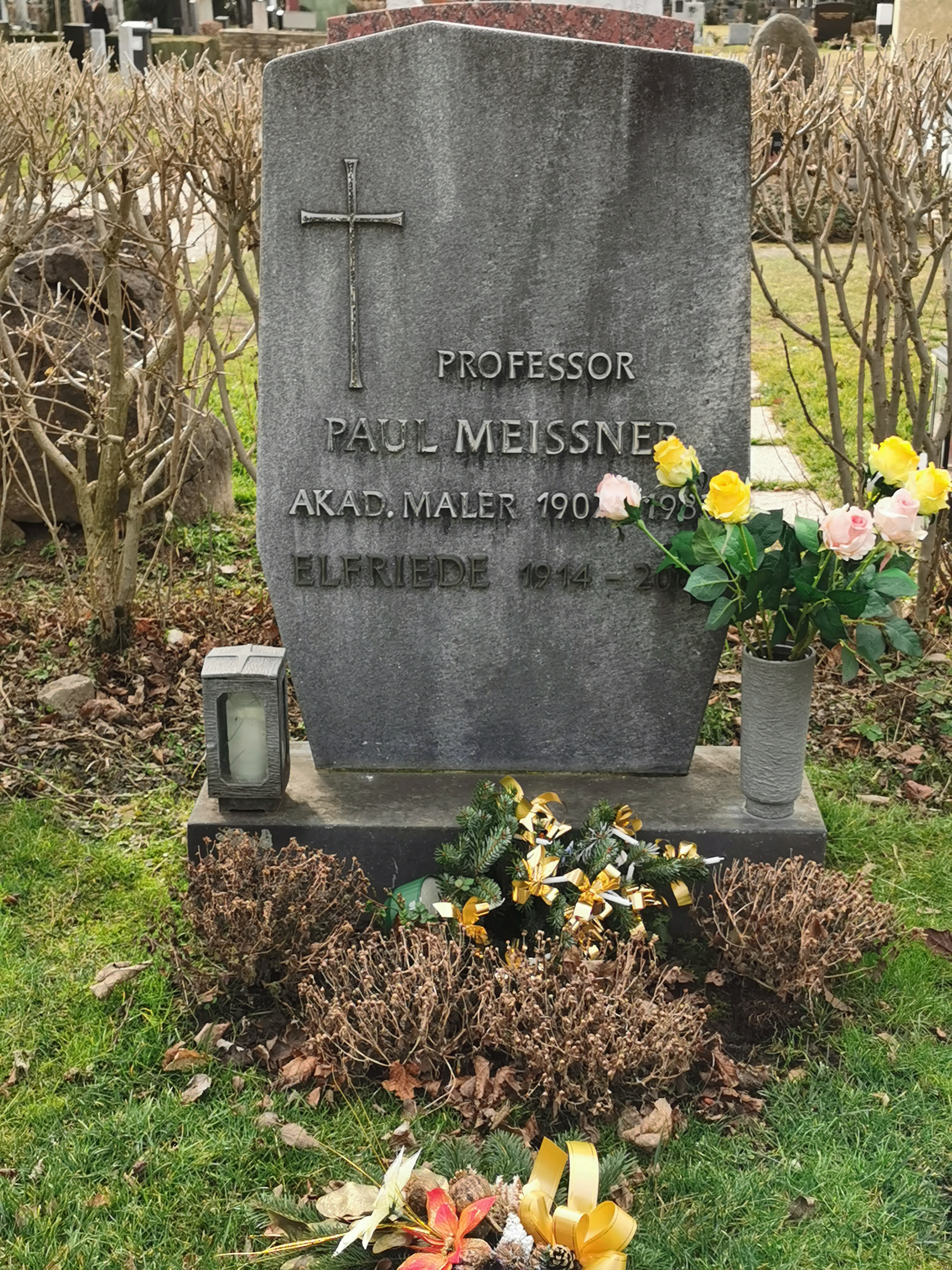
Grabstätte

Meissner ist auf dem Wiener Zentralfriedhof in der Ehrengrabgruppe (40 Grabnummer 154) bestattet.

## Werk

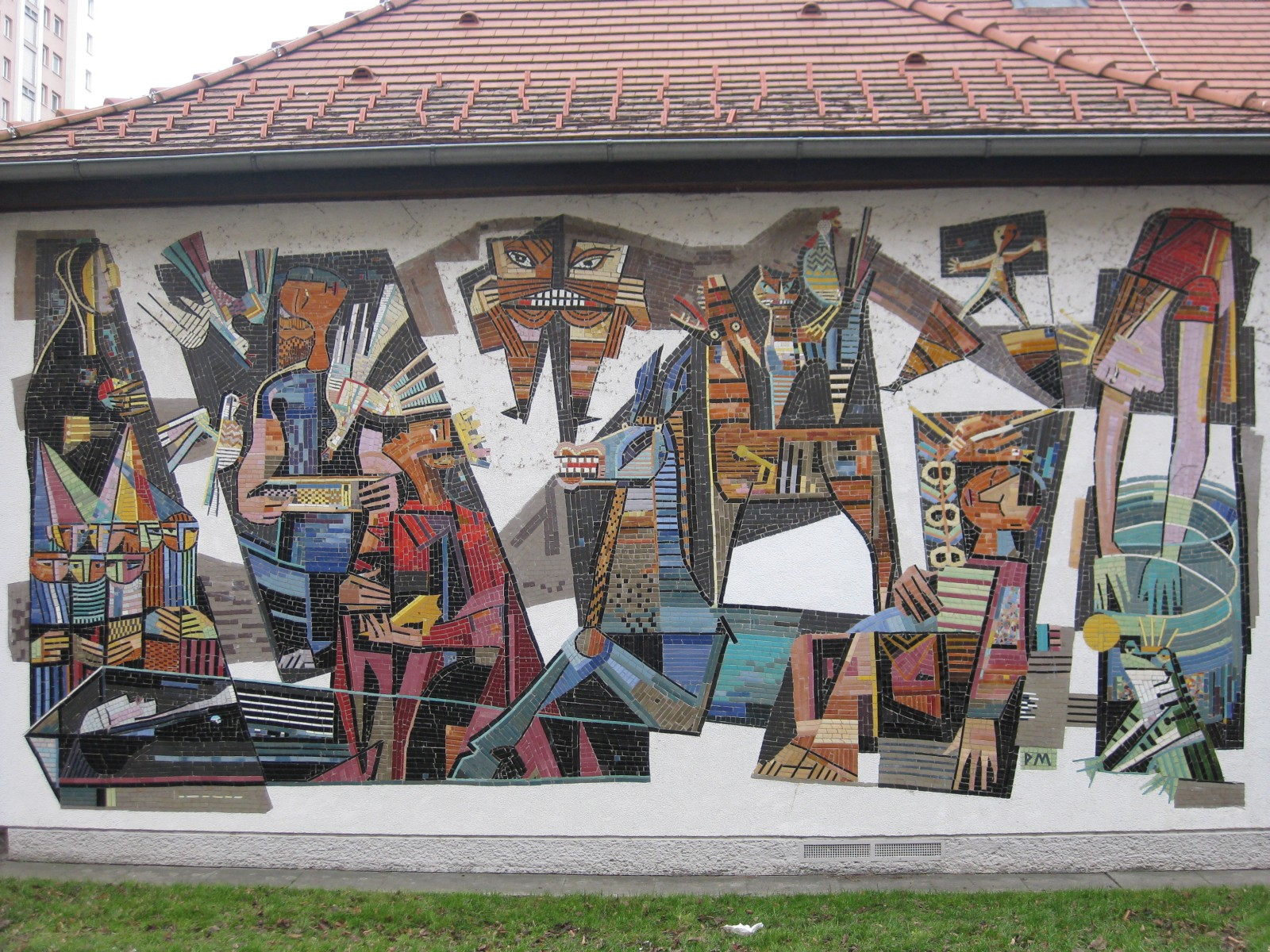
Wandmosaik Märchenzug (1957), Kindergarten im Theodor Körner-Hof

Paul Meissner beschäftigte sich mit den Sinnfragen des Lebens. Diese Auseinandersetzung zeigt sich zum Beispiel in dem Hiroshima-Triptychon, aber auch in den zahlreichen, sogenannten Golgotha-Bildern. Malerei war für ihn ein „Exerzium mit jeweils ungewissem Ausgang“. Das bedeutet, für ihn war nicht das vollendete Werk von Interesse, sondern der Vorgang des Malens selbst. Die bemalte Leinwand war für ihn bloß ein Relikt. Zu Anfang seines Schaffens malte er figurativ, später malte er nur mehr abstrakte Bilder. Dazu sagte Meissner 1969: „Ich gehöre zu der Generation, die abstrakt zu malen begann, weil sie die menschliche Fratze unverschleiert gesehen hat und ihr kein Abbild mehr setzen wollte.“ 
Eine seiner bekanntesten Auftragsarbeiten ist Das Wunderteam (1948), das die von 1931 bis 1933 erfolgreiche Österreichische Fußballnationalmannschaft bei ihrem Einlauf ins Stadium in England porträtiert.